# リップスティック・トレイセズ (オン・ア・シガレット)

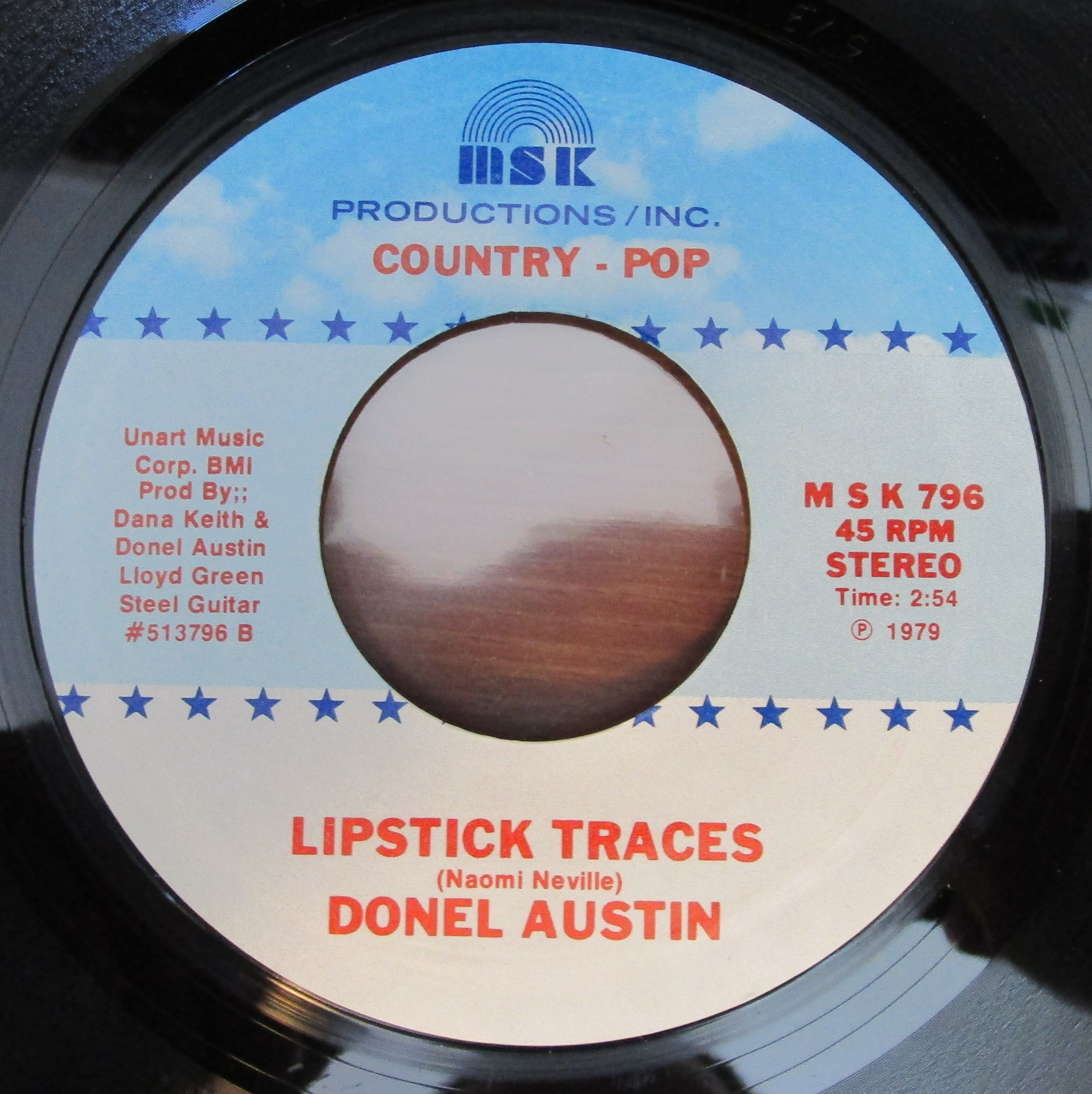
Donel Austin - Lipstick Traces

リップスティック・トレイセズ (オン・ア・シガレット)（Lipstick Traces (On A Cigarette)）は、ニューオーリンズの歌手、ベニー・スペルマンが1962年に最初にレコーディングした楽曲である。作詞作曲は、アラン・トゥーサンが別名のナオミ・ネヴィル名義で行なっている。

## 概要
スペルマンのオリジナル・バージョン1962年のリリース後、ビルボードのR&Bチャート最高位28位、ポップ・チャートでも80位を記録。彼にとって唯一のヒット曲となった。シングルのB面は「Fortune Teller」で、ローリング・ストーンズを始め、多くのアーティストにカバーされている。
トゥーサンはこの曲がどのようにできたのかについてNPRのジャーナリスト、テリー・グロスとのインタビューで次のように答えている。「ええと、『リップスティック・トレイセズ』ですね…『マザー・イン・ロウ』のベース・パートを歌っていたベニー・スペルマンは、当時私たちがあれをやった際はその価値が分かっていなかったのですが、「マザー・イン・ロウ」が発売されて売れ、1位となったとき、ベース・パートを歌っていたベニー・スペルマンは、自分の声が届く範囲にいる人全員に、自分がそのパートを歌っていることを触れて回ったのです。そして彼は、「マザー・イン・ロウ」の低音パートを歌ったという事実を武器に各地を回り、ライヴ活動を行いました。そして彼は私に、そのコンセプトを使った曲を書くように、とても力強く勧めてくれました。その結果生まれたのが『リップスティック・トレイセズ』なのですよ。」
「リップスティック・トレイセズ (オン・ア・シガレット)」は1962年2月2日、ニューオーリンズでレコーディングされた。バック・ボーカルは同じレーベルに所属していたアーマ・トーマスとウィリー・ハーパーが担当している。

## 歌詞
出ていった女性への断ち切れない思いを歌ったラヴ・ソングである。家に残された吸い殻に付いた口紅の跡を見てその思いを溢れさせる。

君のかわいい茶色の眼、ウェーブがかった髪

もう家には帰らない、だって君がいないから

前にも言ったけど、また言うよ

君を愛している、もう僕を捨てないで

吸い殻に付いた口紅の跡

全ての思い出が頭から離れない

前にも言ったけど、どうしようもなく好きなんだ

君を愛している、もう僕を捨てないで

## カバー・バージョン
「リップスティック・トレイセズ」は多くのアーティストによってカバーされている。最も早い時期のカバーの一つは1965年のオージェイズのバージョンである（Imperial 66102）。彼らのバージョンはR&Bチャートではスペルマンと同じ28位を記録し、ポップ・チャートでは48位となり、彼の記録を超えた。この曲は彼らの1965年のアルバム『Comin' Through』(Imperial 9290)に収録されている。オージェイズのオリジナル・メンバー5人（ウォルター・ウィリアムズ-リード・ボーカル、エディ・リヴァート、ウィリアム・パウウェル、ボビー・マッシー、ビル・アイルズ）は、1965年にABCテレビの番組「シヴァリー」に出演してごの曲を歌った.。
アメリカン・ブリードは、1967年のデビュー・アルバム『The American Breed』の中でこの曲をカバーしている。リンゴ・スターのカバー・バージョンは、1978年のアルバム『バッド・ボーイ』に収録され、1978年4月18日に米国でシングルとしてリリースされた（B面は「Old Time Relovin'」）。この曲をカバーしたその他アーティストには、アメージング・リズム・エイセズ、ドネル・オースティン、ザ・ビューティフル・サウス、アレックス・チルトン、スヌークス・イーグリン、フランキー・フォード、デルバート・マクリントンらがいる。ジョー・クラウンによるインストゥルメンタルのバージョンは2007年の彼のアルバム『Old Friends』に収録されている。
アラン・トゥーサン自身の演奏は、ライヴ・アルバム『Songbook』（2013年）で聴くことができる。
カバー・バージョンのリスト
| 年     | アーティスト名                                     | 収録アルバム                                      |
| ------ | -------------------------------------------------- | ------------------------------------------------- |
| 1965年 | オージェイズ                                       | 『Comin' Through』                                |
| 1965年 | バーン・エリオット                                 | ※シングル・リリースDecca F 12171                  |
| 1966年 | クリス・ファーロウ                                 | 『14 Things to Think About』                      |
| 1967年 | アメリカン・ブリード                               | 『The American Breed』                            |
| 1974年 | カズン・ジョー                                     | ※シングル・リリース Big Bear OURS 2               |
| 1977年 | ジミー・ピーターズ                                 | ※シングル・リリース Mercury 55005                 |
| 1978年 | リンゴ・スター                                     | 『Bad Boy』                                       |
| 1978年 | アメージング・リズム・エイセズ                     | 『The Amazing Rhythm Aces』                       |
| 1979年 | ドネル・オースティン                               | ※シングル・リリース MSK 796                       |
| 1981年 | デルバート・マクリントン                           | 『Plain' from the Heart』                         |
| 1984年 | フランキー・フォード                               | 『New Orleans Dynamo』                            |
| 1989年 | スヌークス・イーグリン                             | 『Out Of Nowhere』                                |
| 1991年 | リリアン・ブッテ・ミーツ・クリスチャン・ウィリソン | 『Lipstick Traces - A New Orleans R & B Session』 |
| 1999年 | アレックス・チルトン                               | 『Loose Shoes and Tight Pussy』                   |
| 2004年 | ザ・ビューティフル・サウス                         | ※シングル・リリース Sony Music UK 675684 1        |
| 2007年 | ジョー・クラウン                                   | 『Old Friends』                                   |
| 2008年 | マイク・サンチェス                                 | 『You Better Dig It!』                            |
| 2013年 | アラン・トゥーサン                                 | 『Songbook』                                      |

## 大衆文化への広がり
この曲はグリール・マーカスの著書『Lipstick Traces: A Secret History of the 20th Century』のタイトルの元となっている。
また、マニック・ストリート・プリーチャーズは、この曲をカバーしているわけではないが、マーカスの著書のタイトルをもじったコンピレーション・アルバム『Lipstick Traces: A Secret History of Manic Street Preachers』を2003年にリリースしている。